# Parco nazionale del delta del Saloum
Il Parco nazionale del delta di Saloum (francese : Parc national du delta du Saloum) è uno dei sei parchi nazionali  del Senegal, il secondo dopo il Parc national du Niokolo-Koba, con una superficie di oltre 76 000 ettari di ampiezza. Istituito nel 1976, si trova nella parte occidentale del paese, nella zona costiera nel nord del Gambia e occupa una parte significativa del delta del fiume Saloum, un labirinto paludoso di mangroviae e bolong.
Dal 2011 fa parte del patrimonio mondiale dell'UNESCO, è stato inserito nella riserva della biosfera nel 1980 dall'Unesco e nel sito Ramsar nel 1984 per l'importanza delle sue zone umide.

## Ambiente

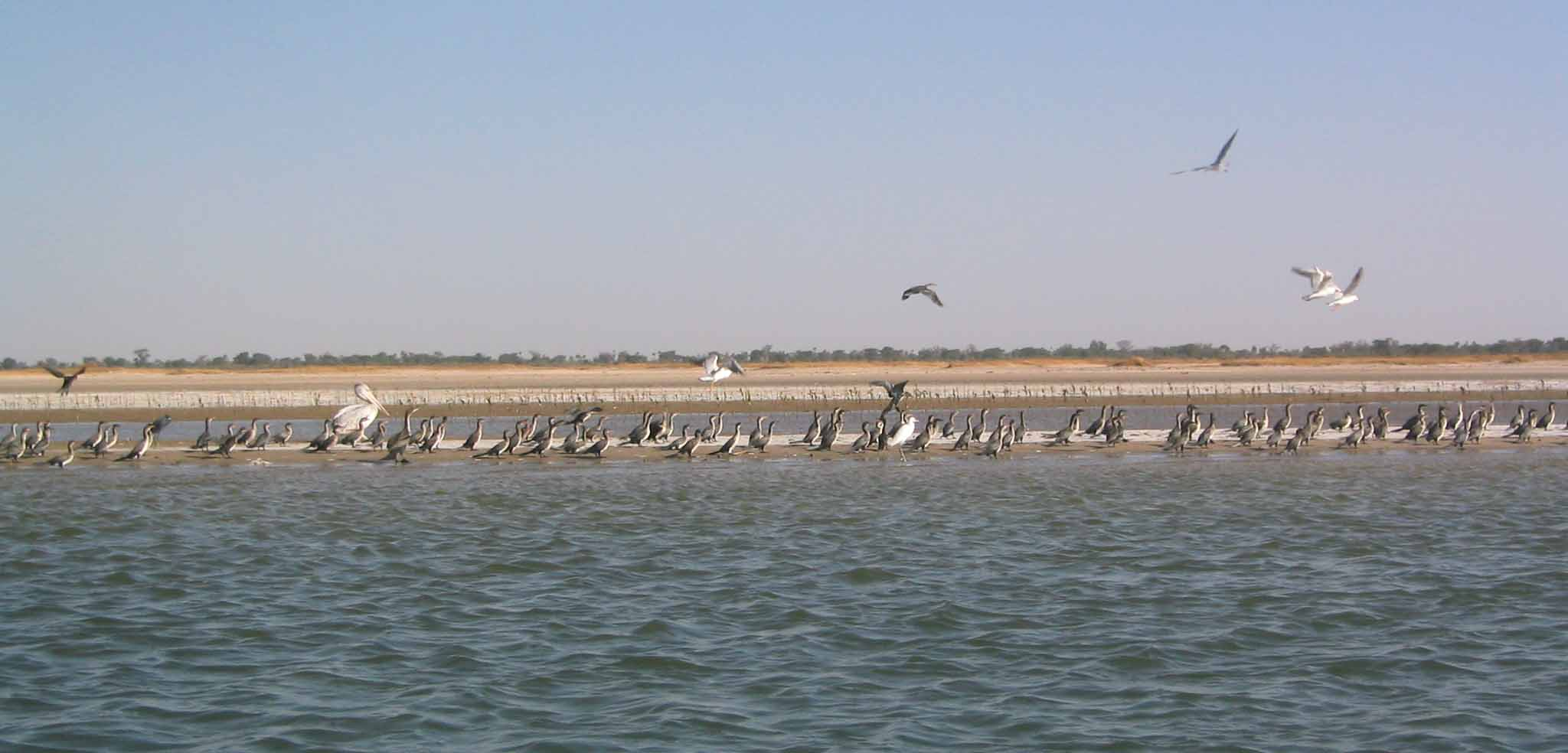
L'isola degli uccelli nel Parco Nazionale del Delta del Saloum.

I principali biotopoi osservati sono le distese fangose e le tanne di mangrovie, le coste sabbiose e gli isolotti, l'ambiente marino e la savana boscosa sudanese.

## Fauna selvatica

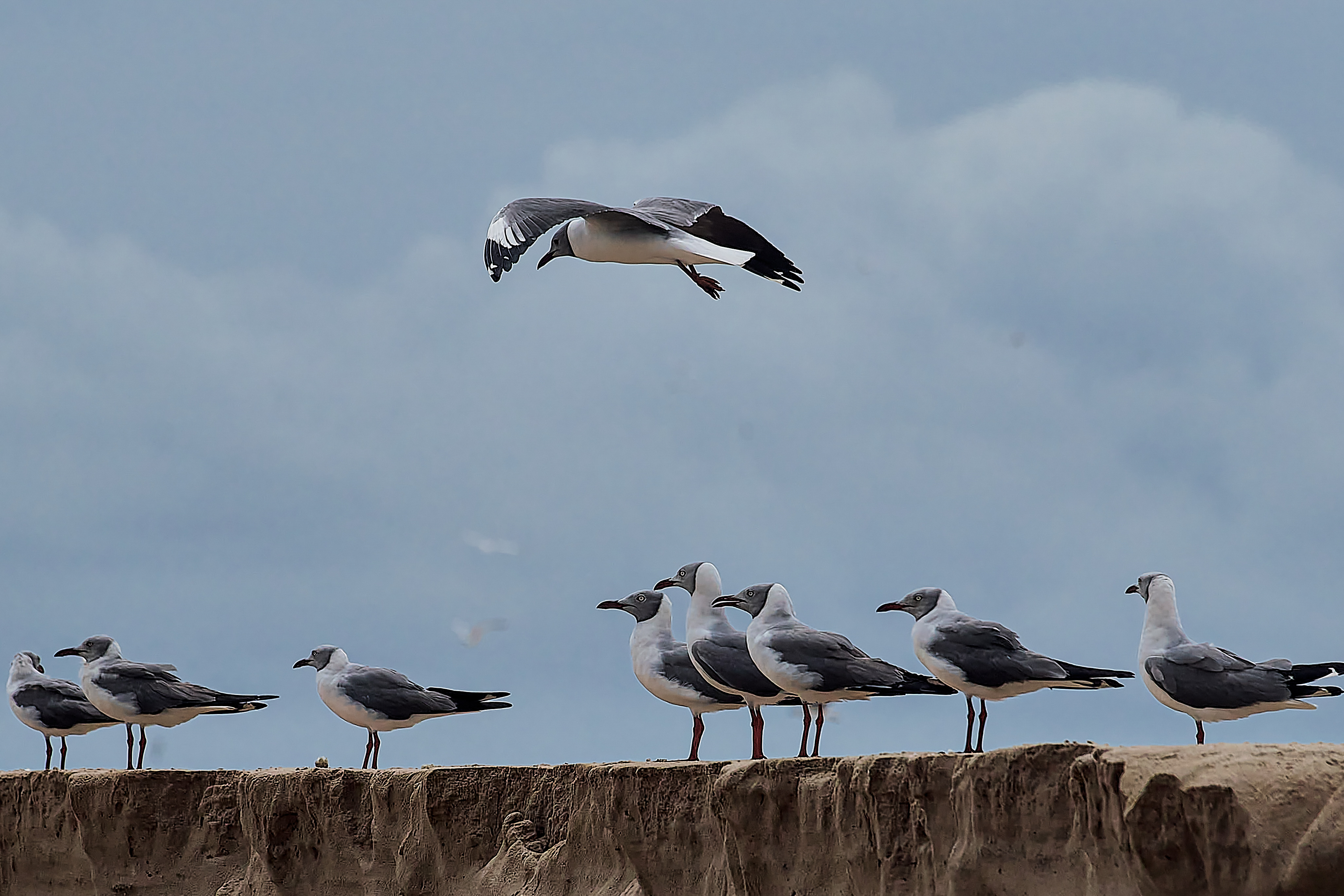
Gruppi di gabbiani comuni sulla spiaggia del Parco del Delta del Sine - Saloum.

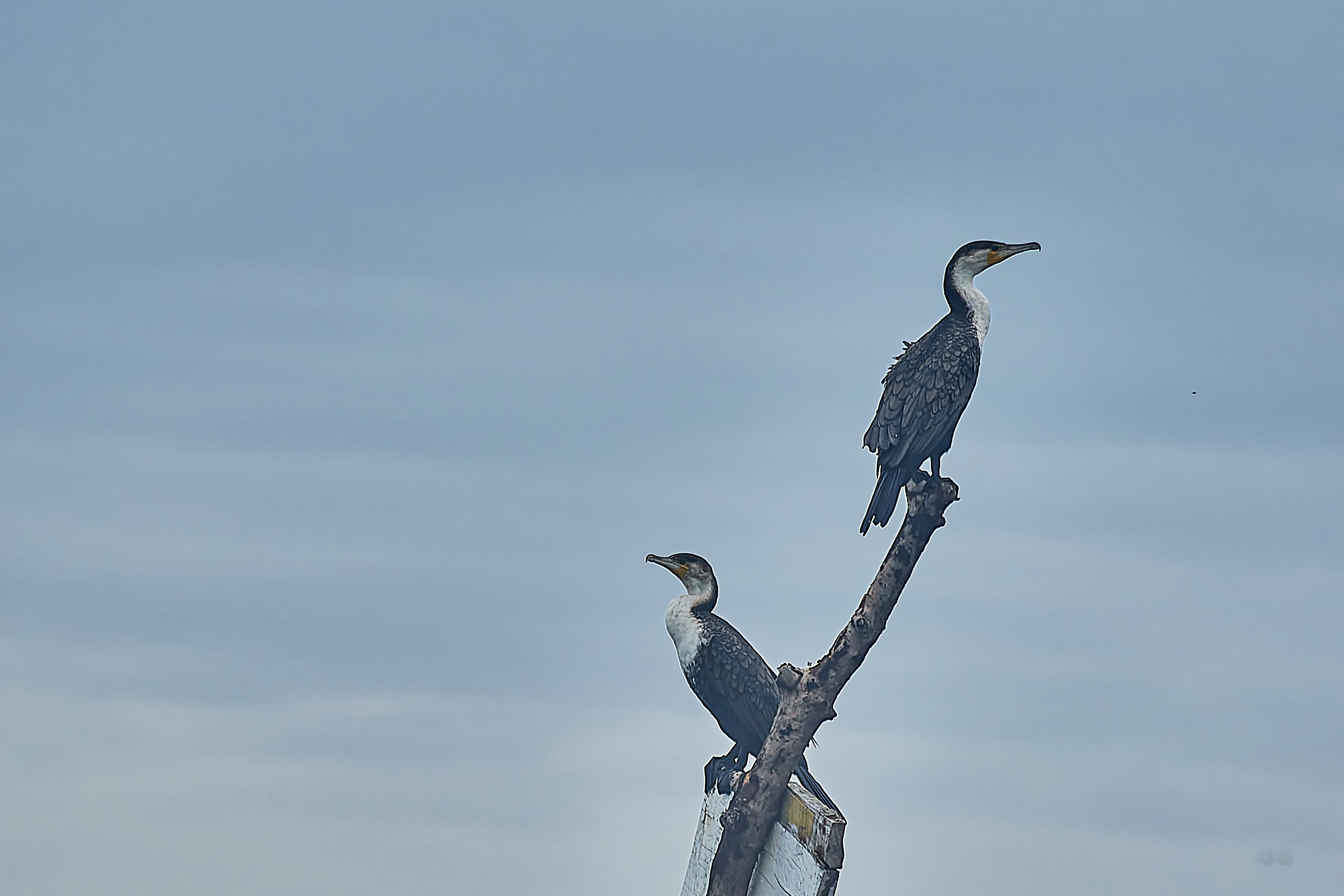
Cormorani dal petto bianco sul delta Sine - Saloum.

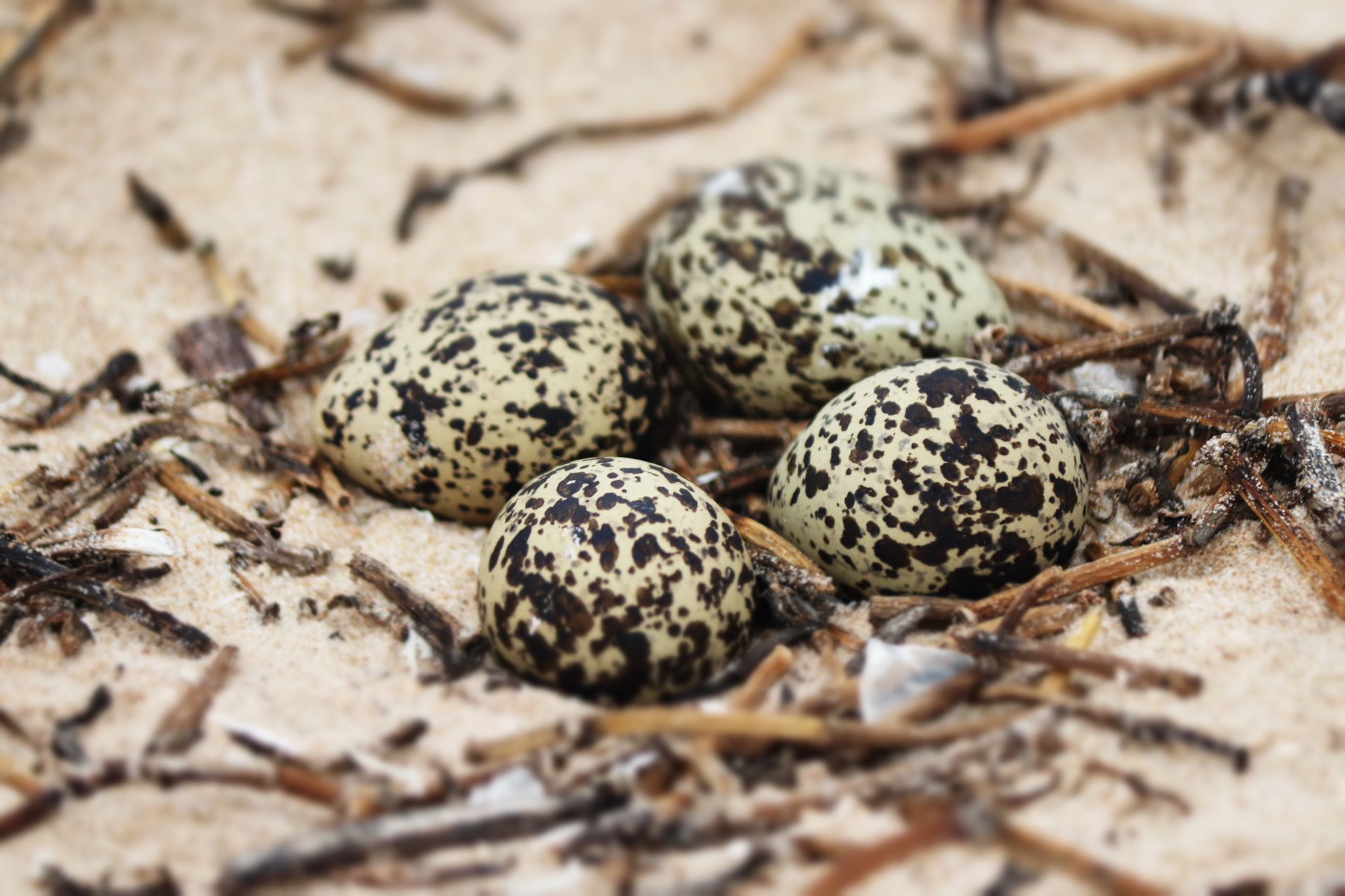
Uova di pavoncella sulla spiaggia nel parco nazionale del delta di Saloum in Senegal.

Il parco concentra una parte significativa delle risorse faunistiche e floristiche del Senegal. Comprende:
- 95 specie di uccelli: il parco è il principale sito di riproduzione al mondo della sterna reale (Thalasseus maximus), ma comprende anche il fenicottero minore (Phoeniconaias minor), il pellicano cenerino (Pelecanus rufescen), l'airone golia (Ardea goliath), il gabbiano beffardo (Larus genei), il gabbiano comune (Chroicocephalus cirrocephalus) e la sterna del Caspio (Hydroprogne caspia), l'airone bianco (Egretta gularis), il bagadese dall'elmo (Prionops plumatus), la pittima reale (Limosa limosa), l'elegante avocetta (Recurvirostra avosetta), oltre a migliaia di costieri paleartici.
- 114 specie di pesci, una delle più importanti aree di concentrazione di specie ittiche del paese. Sesto estuario più grande del mondo in termini di diversità ittica.
- 35 specie di fauna grande e media. I mammiferi sono scarsamente rappresentati, ma ci sono facoceri, iene maculate (Crocuta crocuta), bushbuck (Tragelaphus scriptus), cefalofi di Grimm e soprattutto scimmie pata, in particolare il colobo baio (Procolobus badius). È un importante sito di riproduzione per la tartaruga verde (Chelonia mydas), il lamantino e il delfino sousa.
- oltre a 186 specie di vegetazione legnosa.

## Cambiamento climatico
Nel 2022 il sesto rapporto di valutazione dell'IPCC ha incluso il Parco nazionale del delta del Saloum nell'elenco dei siti del patrimonio naturale africano che sarebbero minacciati da inondazioni ed erosione costiera entro la fine del secolo, ma solo se i cambiamenti climatici seguissero l'RCP 8.5, che è lo scenario di emissioni di gas serra elevate e in continuo aumento associate al riscaldamento di oltre 4 °C. non è più considerato molto probabile. Gli altri scenari, più plausibili, risultano in livelli di riscaldamento più bassi e di conseguenza in un minore innalzamento del livello del mare: tuttavia, i livelli del mare continuerebbero ad aumentare per circa 10.000 anni in tutti questi casi. Anche se il riscaldamento è limitato a 1,5 °C, si prevede che l'innalzamento globale del livello del mare supererà ancora i 2-3 m dopo i 2000 anni (e livelli di riscaldamento più elevati vedranno aumenti maggiori per allora), superando di conseguenza i livelli del 2100 di innalzamento del livello del mare sotto RCP 8.5 (~0.75 m con un intervallo di 0.5-1 m) ben prima dell'anno 4000.